# Kozji rid
El monte Kozji rid (en serbio cirílico, Козји рид) es una cima de los montes Tara, un macizo situado en el extremo oeste de Serbia, en las proximidades de la frontera con Bosnia y Herzegovina y dentro de la curva que describe el río Drina dentro del macizo. Alcanza una altitud de 1.591 m s. n. m., lo que hace de ella el punto más alto del macizo.
La mayor parte del área está cubierta por bosques, incluyendo especies endémicas de Serbia, y resguarda a 153 especies de pájaros. Sobre él está el monasterio de Raca, construido 1276.